# Frauensee (Bezirk Reutte)
Der Frauensee ist ein ca. 3 ha (andere Quellen 2,1 ha) großer See im Tiroler Bezirk Reutte. Er liegt auf 972 Meter Höhe im Gebiet der Gemeinde Lechaschau am östlichen Fuß der Gehrenspitze in den Tannheimer Bergen. Er erreicht im Sommer eine Durchschnittstemperatur von 21 °C und wird als Badesee genutzt.
Er ist zudem auch Ausgangspunkt für viele Wanderungen etwa über die Hahle zur Musauer Alm oder zur Costarieskapelle. Vom ca. zwei Kilometer südlich gelegenen Lechaschau aus ist der See mit einer Fahrstraße erschlossen. Der Frauensee ist ein Privatsee, der zur öffentlichen Nutzung freigegeben ist. 
Im See kann man Karpfen und Forellen finden. 
Am Seeufer befindet sich die Frauenseestube sowie das Freizeit- und Fortbildungshaus der Pädagogischen Aktion München.